# معذر
معذر هي قرية فلسطينية في قضاء طبريا وتقع جنوب غرب مدينة طبرية وتبعد عنها حوالي 22 كم عن طريق بيت جن. احتلت من قبل المجموعات الصهيونية وهجرت من سكانها عام 1948. كانت القرية تنصب على أرض مرتفعة مستوية السطح في الجليل الشرقي الأسفل، وتبعد 6 كلم إلى الشمال الشرقي من جبل طابور (جبل الطور)، وكانت بضعة جداول ماء تتدفق من ينابيع القرية فتصب في وادي البيرة الذي كان يرفد بمياهه نهر الأردن. وكانت طريق ترابية تصل القرية بقرية كفر كما التي تقع في الشمال الغربي، والتي يعبرها الطريق العام المؤدي إلى سمخ في الطرف الجنوبي لبحيرة طبرية.
عُرِفَت القرية باسم كفرماتر أيام الصليبين وقد بُنيَت فيها قلعة صليبية دُعِيَت «كاسل دو شيريو» في سنة 1596. كانت معذر قرية في ناحية طبرية (لواء صفد) وعدد سكانها أربع وتسعين نسمة. وكانت الضرائب على عدد من الغلال كالقمح والشعير والقطن، بالإضافة إلى عناصر أخرى من الإنتاج والمستغلات كالماعز وخلايا النحل وبساتين الفاكهة.
في أواخر القرن التاسع عشر وُصفت معذر بأنها قرية مبنية بحجارة البازلت وبأنواع أخرى من الحجارة وتقوم في سهل زراعي وكان عدد سكانها 250 نسمة تقريبًا. عاش في معذر 347 نسمة من العرب عام 1922، وارتفع عددهم إلى 359 نسمة عام 1931 و480 نسمة عام 1945 اغلبهم ينحدر من أصول جزائرية جاؤوا إثر ثورة الشيخ المقراني.
لم يكن للقرية أي شكل مخصوص، وكانت منازلها متناثرة في الجهات كافة حول مركز كثيف البنيان يقع في الجهة الجنوبية. وكانت منازلها مبنية بالحجارة والطوب والإسمنت وكان بعض سقوفها مصنوعا من الخشب أو القصب ومغطى بطبقة من الطين.
وكان سكان معذر من المسلمين لهم فيها مسجد ومدرسة أنشئت أيام العثمانيين وأغلقت أبوابها أيام الإنتداب البريطاني وكان السكان يتزوّدون المياه للإستعمال المنزلي من الآبار ومن ينبوعيّ ماء يقعان شرقيّ القرية وغربيها.
كانت تربية المواشي والزراعة أهم موارد رزق سكان معذر ولا سيما زراعة الحبوب والخضروات، وكانت أشجار الفاكهة تزرع أيضا في الأراضي الواقعة شمالي القرية وغربيها وجنوبيها. في 1944\1945، كان ما مجموعه 4,579 دونمًا مُخصصًا للحبوب و 498 دونمًا مرويًّا أو مستخدمًا للبساتين منها 30 دونما حصّة الزيتون.
وكانت معذر مبنية فوق بقايا قرية يعود تاريخها إلى أيام الصليبين والعثمانيين ومن آثار تينك الحقبتين كنيسة خربة ومدافنها، وإلى الجنوب الغربي من معذر كانت تقع خربة «سارا»، التي كانت موقعًا اثريًّا أيضًا.

## احتلال القرية وتطهيرها عرقيًّا
يعود تاريخ احتلال القرية إلى 12 نيسان\ أبريل عام 1948 بعملية عسكرية نُفذت ضد البلدة عُرفت باسم «جدعون» على يدّ العصابات الصهيونية- وحدة «جولاني».
نزح أهالي قرية المعذر بناءًا على أوامر من الهيئة العربيّة العُليا بسبب ضراوة المعارك في تلك المنطقة بعد إقدام القوات الصهيونية على تطبيق خطة «جدعون» للسيطرة على المنطقة. وقد تم تدمير القرية بالكامل ومازالت بعض أنقاض البيوت موجودة وشاهدة على تدميرها.  

## القرية اليوم
الموقع مُسيّج ويُستعمل مرعى للمواشي، وتنبت أجمة كبيرة من الصبار وسط ركام المنازل وتتوسط الموقع بئر تعلوها مضخة، وثمة على بعد نحو 20 مترًا إلى الغرب من البئر حوض تستقي الحيوانات منه. ينبت شجر الكينا والدوم والازدرخت في الموقع.
وتقوم عدة مستوطنات «إسرائيلية» اليوم على أراضي القرية، حيث تقوم مستعمرة كفار كيش [الإنجليزية] التي بنيت في سنة 1946، على أراضي القرية إلى الجنوب من موقعها. أما مستعمرة شارونا المجاورة والتي أسست في سنة 1938، ومثلها مستعمرة شدموت دافورا التي بنيت في سنة 1939، فتقعان شمالي وغربي موقع القرية على التوالي لكن ليس على أراضيها.

## وصلات خارجية
- معذر ترحب بكم